# Associazione Calcio Monopoli 1991-1992
Questa pagina raccoglie le informazioni riguardanti l'Associazione Calcio Monopoli nelle competizioni ufficiali della stagione 1991-1992.

## Rosa
| N. |                   | Ruolo | Calciatore          |
| -- | ----------------- | ----- | ------------------- |
|    | Italia (bandiera) | P     | Carlo Fasoli        |
|    | Italia (bandiera) | P     | Angelo Quaranta     |
|    | Italia (bandiera) | P     | Pasquale Visconti   |
|    | Italia (bandiera) | D     | Michele Armenise    |
|    | Italia (bandiera) | D     | Daniele Arrigoni    |
|    | Italia (bandiera) | D     | Francesco Colabello |
|    | Italia (bandiera) | D     | Gennaro Costantino  |
|    | Italia (bandiera) | D     | Alberto Dal Canto   |
|    | Italia (bandiera) | D     | Enrico De Matola    |
|    | Italia (bandiera) | D     | Gabriele Peretto    |
|    | Italia (bandiera) | D     | Paolo Petrullo      |
|    | Italia (bandiera) | D     | Giovanni Romito     |
|    | Italia (bandiera) | C     | Giuseppe Angelini   |

| N. |                   | Ruolo | Calciatore           |
| -- | ----------------- | ----- | -------------------- |
|    | Italia (bandiera) | C     | Giandomenico Balzano |
|    | Italia (bandiera) | C     | Alessandro Celano    |
|    | Italia (bandiera) | C     | Cristian Giovannini  |
|    | Italia (bandiera) | C     | Fedele Limone        |
|    | Italia (bandiera) | C     | Roberto Maffei       |
|    | Italia (bandiera) | C     | Walter Monaco        |
|    | Italia (bandiera) | C     | Danilo Neri          |
|    | Italia (bandiera) | C     | Romualdo Picchiante  |
|    | Italia (bandiera) | C     | Vincenzo Rubino      |
|    | Italia (bandiera) | C     | Sergio Sopranzi      |
|    | Italia (bandiera) | A     | Tommaso De Carolis   |
|    | Italia (bandiera) | A     | Fabrizio Fabris      |
|    | Italia (bandiera) | A     | Marco Limetti        |

## Risultati

### Campionato

#### Girone di andata
| 15 settembre 1991 1ª giornata | Reggina | 1 – 1 | Monopoli |  |

| 22 settembre 1991 2ª giornata | Monopoli | 1 – 2 | Perugia |  |

| 29 settembre 1991 3ª giornata | Monopoli | 0 – 0 | Ternana |  |

| 6 ottobre 1991 4ª giornata | Fano | 0 – 1 | Monopoli |  |

| 13 ottobre 1991 5ª giornata | Monopoli | 2 – 0 | Casarano |  |

| 20 ottobre 1991 6ª giornata | Fidelis Andria | 3 – 2 | Monopoli |  |

| Nola 27 ottobre 1991 7ª giornata | Nola                         | 0 – 0 | Monopoli | Stadio Comunale Piazza d'Armi\| Arbitro: \| Francesco Ercolino (Cassino) \| |
| Arbitro:                         | Francesco Ercolino (Cassino) |       |          |                                                                             |

| 10 novembre 1991 8ª giornata | Monopoli | 0 – 2 | Licata |  |

| 17 novembre 1991 9ª giornata | Sambenedettese | 1 – 0 | Monopoli |  |

| 24 novembre 1991 10ª giornata | Monopoli | 0 – 0 | Acireale |  |

| 1º dicembre 1991 11ª giornata | Salernitana | 1 – 0 | Monopoli |  |

| 8 dicembre 1991 12ª giornata | Monopoli | 1 – 0 | Catania |  |

| 15 dicembre 1991 13ª giornata | Chieti | 0 – 0 | Monopoli |  |

| 22 dicembre 1991 14ª giornata | Barletta | 0 – 0 | Monopoli |  |

| 29 dicembre 1991 15ª giornata | Monopoli | 1 – 1 | Ischia Isolaverde |  |

| 12 gennaio 1992 16ª giornata | Giarre | 3 – 0 | Monopoli |  |

| 19 gennaio 1992 17ª giornata | Monopoli | 1 – 1 | Siracusa |  |

#### Girone di ritorno
| 26 gennaio 1992 18ª giornata | Monopoli | 1 – 0 | Reggina |  |

| 9 febbraio 1992 19ª giornata | Perugia | 2 – 0 | Monopoli |  |

| 16 febbraio 1992 20ª giornata | Ternana | 1 – 0 | Monopoli |  |

| 23 febbraio 1992 21ª giornata | Monopoli | 1 – 0 | Fano |  |

| 1º marzo 1992 22ª giornata | Casarano | 1 – 0 | Monopoli |  |

| 8 marzo 1992 23ª giornata | Monopoli | 1 – 1 | Fidelis Andria |  |

| Arbitro: | Rizzo (Catania) |

|                        |           |  |
| Tommaso De Carolis 87’ | Marcatori |  |

| 23 marzo 1992 25ª giornata | Licata | 1 – 0 | Monopoli |  |

| 5 aprile 1992 26ª giornata | Monopoli | 1 – 0 | Sambenedettese |  |

| 12 aprile 1992 27ª giornata | Acireale | 3 – 1 | Monopoli |  |

| 18 aprile 1992 28ª giornata | Monopoli | 0 – 1 | Salernitana |  |

| 26 aprile 1992 29ª giornata | Catania | 1 – 0 | Monopoli |  |

| 3 maggio 1992 30ª giornata | Monopoli | 1 – 2 | Chieti |  |

| 10 maggio 1992 31ª giornata | Monopoli | 0 – 0 | Barletta |  |

| 17 maggio 1992 32ª giornata | Ischia Isolaverde | 3 – 0 | Monopoli |  |

| 24 maggio 1992 33ª giornata | Monopoli | 0 – 0 | Giarre |  |

| 31 maggio 1992 34ª giornata | Siracusa | 2 – 1 | Monopoli |  |